# Гядров, Игор
Игор Гядров (хорв. Igor Gjadrov; 4 мая 1929, Сплит — 30 января 2014, Загреб) — хорватский дирижёр и музыкальный педагог.
Изучал дирижирование в Загребской музыкальной академии под руководством Милана Хорвата, затем в римской Академии Санта-Чечилия у Фернандо Превитали. В 1954 году на Безансонском международном конкурсе молодых дирижёров был удостоен первой премии среди «непрофессионалов», то есть музыкантов без законченного дирижёрского образования.
С 1957 году руководил оркестром Хорватского института музыки, в 1994—2004 годах также художественный руководитель струнного оркестра из Марибора. Под руководством Гядрова, в частности, состоялась премьера Crescendo e diminuendo для клавесина и двенадцати струнных Эдисона Денисова (1967).
В 1957—2003 годах преподавал в Загребской музыкальной академии, с 1966 года — профессор. В 1977—1981 годах — председатель Хорватского общества музыкантов.
Награждён орденом Хорватской звезды с ликом Марка Марулича (1998).